# Idflån
Idflån är en sjö i Leksands kommun i Dalarna och ingår i Dalälvens huvudavrinningsområde. Sjön har en area på 0,123 kvadratkilometer och ligger 303 meter över havet.

## Delavrinningsområde
Idflån ingår i det delavrinningsområde (672385-143167) som SMHI kallar för Utloppet av Idflån. Medelhöjden är 309 meter över havet och ytan är 1,47 kvadratkilometer. Räknas de 2 avrinningsområdena uppströms in blir den ackumulerade arean 20,6 kvadratkilometer. Orrtjärnsbäcken som avvattnar avrinningsområdet har biflödesordning 4, vilket innebär att vattnet flödar genom totalt 4 vattendrag innan det når havet efter 320 kilometer. Avrinningsområdet består mestadels av skog (44 procent). Avrinningsområdet har 0,27 kvadratkilometer vattenytor vilket ger det en sjöprocent på 18,6 procent.